# Stadfästelse
Stadfästelse innebär ett formellt fastställande av ett beslut. Till exempel kan en domstol stadfästa ett förlikningsavtal.

## Stadfästelse av finska lagar
Finsk lagstiftning skall då den antagits av riksdagen föredras för republikens president för stadfästelse. Om presidenten vägrar stadfästa en lag skall den på nytt behandlas av riksdagen. Lag som godkänns av riksdagen i den nya behandlingen träder i kraft utan stadfästelse.